# Eurykleja
Eurykleja – w mitologii greckiej klucznica, piastunka Odyseusza, a potem Telemacha.
Jako młoda dziewczyna została kupiona przez Laertesa i stała się niańką jego syna, Odyseusza. Gdy Odyseusz powrócił ze swej tułaczki do siedziby w Itace, Eurykleja myjąc mu nogi w miednicy, dotknęła powyżej kolana jego blizny powstałej po zranieniu go przez dzika podczas łowów odbytych na Parnasie wraz z synami Autolikosa, i po niej go rozpoznała.